# کئوساوکوا (آیووا)
کئوساوکوا (به انگلیسی: Keosauqua) شهری در ایالت آیووا کشور ایالات متحده آمریکا است که جمعیت آن در سرشماری سال ۲۰۱۰ میلادی، ۱٬۰۰۶ نفر بوده‌است.

## نگارخانه

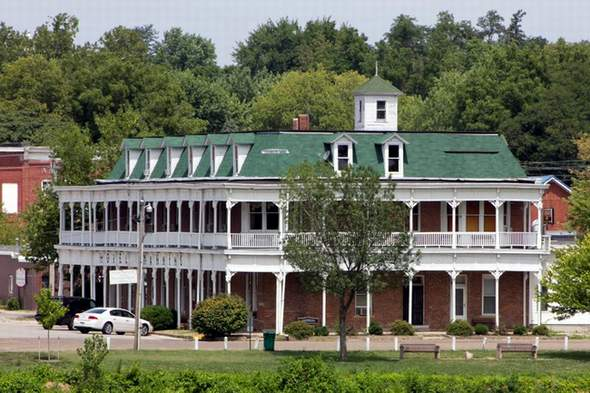
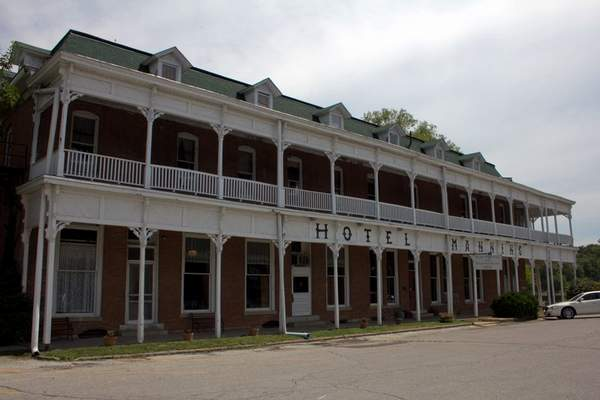
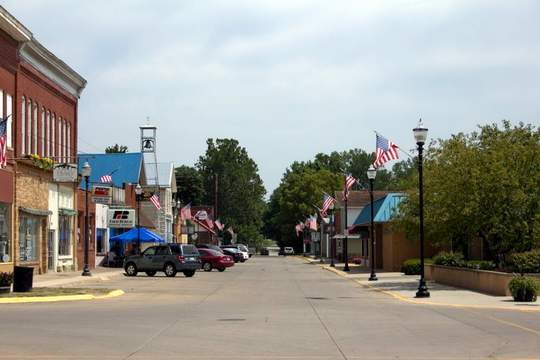
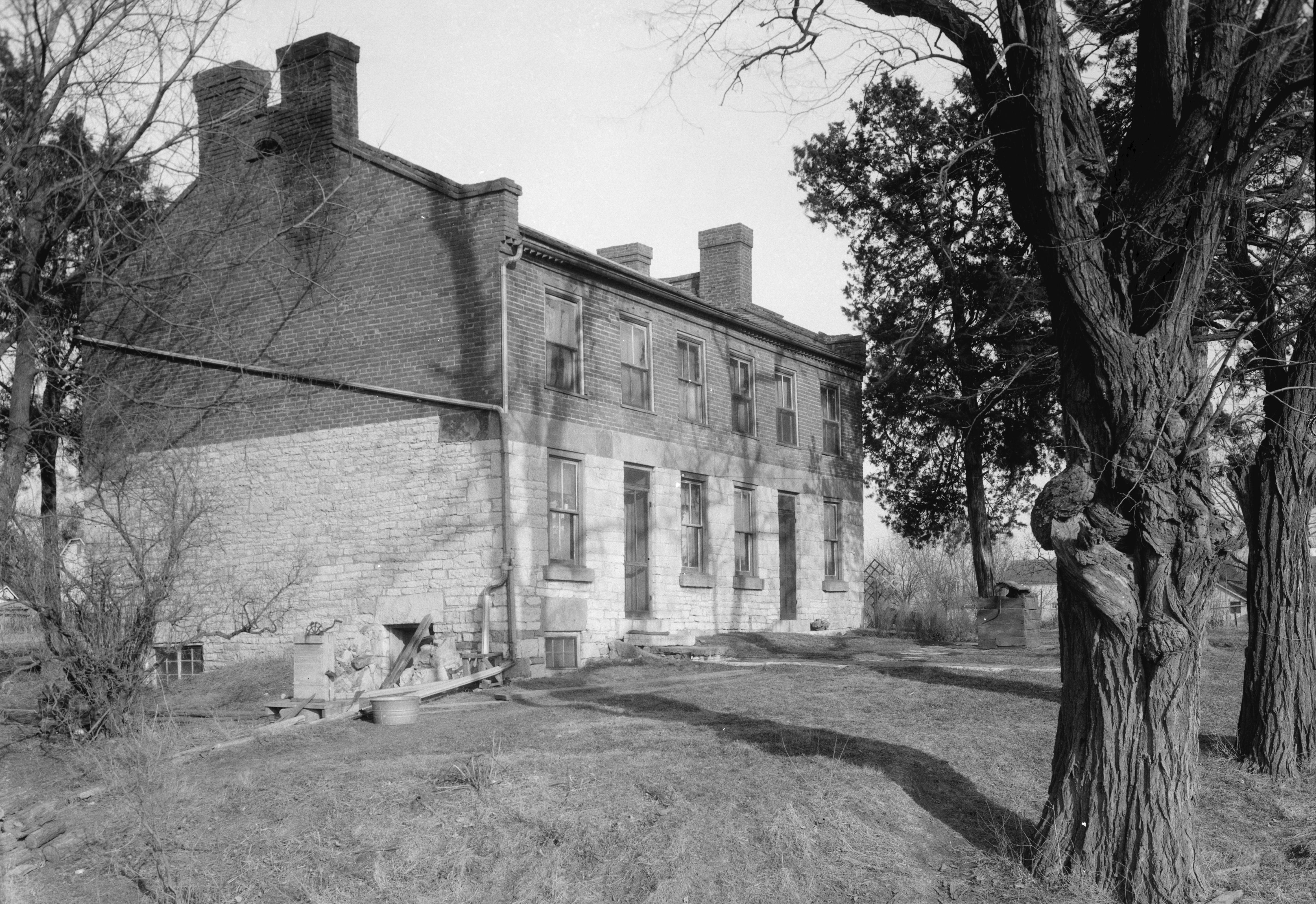